# Peñas Blancas
Peñas Blancas o Colonia Peñas Blancas es una localidad y comisión de fomento, ubicada al extremo norte de la provincia de Río Negro, en el departamento General Roca; al norte de la Patagonia, Argentina.

## Ubicación
Esta colonia agrícolo-ganadera se encuentra a 35 kilómetros de la ciudad de Catriel, en la zona de producción petrolera de la provincia y a 20 kilómetros de 25 de Mayo en la provincia de La Pampa.

## Población
Contaba con 50 habitantes (Indec, 2001), en 1991 la localidad aún no estaba conformada. Durante el censo nacional de 2010 fue considerada como población rural dispersa.
El censo 2022 arrojó 226 viviendas con una población estable de 410 habitantes en la comisión de fomento.

## Gobierno
La localidad cuenta con"Comisión de fomento" y Comisionado electo (2015-2019) Hugo Rivero como máxima autoridad.
| Año(s) | Cargo      | Nombre | Partido |
| N/D    | Intendente | N/D    | N/D     |